# Okres Stropkov
Okres Stropkov je jedním z okresů Slovenska. Leží v Prešovském kraji, v jeho severovýchodní části. Na severu hraničí s Polskem, okresy Svidník a Medzilaborce, na jihu s okresy Vranov nad Topľou a Humenné